# Phaiophantia
Phaiophantia är ett släkte av insekter. Phaiophantia ingår i familjen Flatidae.
Kladogram enligt Catalogue of Life:
| Phaiophantia | \| \| Phaiophantia brunnea \| \| \| \| \| \| Phaiophantia jordanensis \| \| \| \| |
|              | \| \| Phaiophantia brunnea \| \| \| \| \| \| Phaiophantia jordanensis \| \| \| \| |
|              | Phaiophantia brunnea                                                              |
|              |                                                                                   |
|              | Phaiophantia jordanensis                                                          |
|              |                                                                                   |